# Micrathena alvarengai
Micrathena alvarengai är en spindelart som beskrevs av Levi 1985. Micrathena alvarengai ingår i släktet Micrathena och familjen hjulspindlar. Inga underarter finns listade i Catalogue of Life.